# Dhrystone
Dhrystone là một chương trình kiểm chuẩn máy tính tổng hợp được Reinhold P. Weicker phát triển vào năm 1984, nhắm đến đánh giá lập trình hệ thống (lập trình integer). Sau đó Dhrystone đã trở thành kiểm chuẩn hiệu suất bộ xử lý nói chung, tức các CPU. Tên "Dhrystone" tạo ra theo lối chơi chữ từ tên "Whetstone", là tên một thuật toán kiểm chuẩn khác.
Với Dhrystone, Weicker thu thập siêu dữ liệu (metadata) từ một loạt các phần mềm, bao gồm các chương trình viết bằng FORTRAN, PL/1, SAL, ALGOL 68 và Pascal. Sau đó, ông mô tả các chương trình này theo các cấu trúc chung khác nhau: các lời gọi subroutine, các chỉ dẫn gián tiếp về con trỏ, các phép gán,... Từ đó ông đã viết kiểm chuẩn Dhrystone với sự pha trộn tương ứng các đại diện.
Dhrystone đã được xuất bản trong ngôn ngữ Ada, với phiên bản ngôn ngữ C dành cho Unix do Rick Richardson ("phiên bản 1.1") phát triển rất nhiều góp phần làm nổi bật nó.